# Balkanski sukobi 1905. – 1941.
Balkanski sukobi 1905. – 1941. je knjiga autora dr. Sekula Drljevića, crnogorskoga političara, tiskana 1944. u Zagrebu, u nakladi Putova.
U povodu objavljivanja reprinta ove knjige 1990. u Zagrebu, crnogorski znanstvenik dr. Danilo Radojević je zapisao (cit.izvorno): 
- "Knjiga Sekule Drljevića Balkanski sukobi 1905-1941. obuhvata tri i po desetljeća sudibnskih lomova u životu crnogorskog naroda, kada su balkanskim prostorima dominirali vrtlozi političkih sudara, projekti stvaranja "velikih" država i pogrešni ciljevi koji su oglašavani za narodne. Sva ta pitanja i sporovi i danas su, u najvećem intenzitetu, prisutni".

Bili su Balkanski sukobi 1905. – 1941. proskribirani, ne samo od strane komunističkih jugoslavenskih vlasti, već i od strane velikorpskih znanstvenih krugova, koji su dr. Drljevića (dis)kvalificirali kao crnogorskoga nacionalistu.
Posljednje rečenice knjige dr. Drljevića glase (cit.izvorno):
- "Crnogorski poredak nije djelo pojedinca, nego djelo koje je stvorila narodna pravna i politička svijest i na kojem je radila kroz mnoge vjekove. Stvaran narodnom borbom i narodnom sviješću taj poredak je postao narodna savjest. Zbog toga je neizbježan snažan otpor crnogorskoga naroda protiv svakoga pokušaja, da mu se nametne neko drugo uređenje. Državna samostalnost Crne Gore za Crnogorce nije stvar njihove taštine, nego nužna pretpostavka za održanje čistoće njihove rase i njihove kulture".

## Poglavlja
Knjiga Balkanski sukobi 1905. – 1941. sadrži sljedeća poglavlja:
- Uvod
- Davanje ustava
- Bombaška afera
- Kolašinska afera
- Uoči knjaževog jubileja
- Proglašenje Crne Gore kraljevinom
- Crnogorsko-turski rat godine 1912.
- Pašićeva audiencija
- Crna Gora u svjetskom ratu godine 1914.
- Druga okupacija Crne Gore i njeno pripojenje Srbiji
- Postanak Jugoslavije
- Narodni ustanak u Crnoj Gori
- Ustavotvorna skupština
- Crna Gora i Hrvatska u borbi protiv vidovdanskog ustava
- Borba Seljačko-demokratske koalicije s beogradskim imperijalizmom
- Diktator priprema svoj dolazak
- Diktatura Kralja Aleksandra
- Diktatura knjaza Pavla
- Duhovni lik Crne Gore

## Rezime
U svojoj knjizi piše dr. Drljević u najtežim trenucima crnogorskoga naroda u prvoj polovici 20. stoljeća, sve do ratne katatsrofe 1941. godine. Obuhvaća period političkih borbni u Kraljevini Crnoj Gori pokušaje ubojstva kneza/kralja Nikole I. Petrovića i oružane pobune koji su inspirirani i organizirani iz Kraljevine Srbije – ti su događaji poznati u povijestio kao Bombaška afera (1908.) i Kolašinska afera (1910.).
Slijedi detaljni opis velikosprske urote s kapituliranjem Kraljevine Crne Gore 1916. u Prvom svjetskom ratu, zatim oružani otpor Crnogoraca srpskoj aneksiji, koji su poznati kao Podgorička skupština, Božićna pobuna i crnogorski komitski pokret.
Dr. Drljević je u više navrata, ispred Crnogorske stranke, bio poslanik u Beogradu, gdje se skupa sa Stjpanom Radićem borio protiv velikosprskog centralizma. 
O svemu tome dr. Drljević iscrpno piše. Kruna je zajedničkih aktivnosti s HRSS-om bilo formiranje Federalističkoga bloka. Dr. Drljević piše:
- "Centralizam je bio neodrživ bez nasilja i korupcije. Napadati njih bilo je isto, što i napadati Vidovdanski ustav i njime stvoreni poredak. Razumljivo je, da su u Stjepanu Radiću ponovno vidjeli rušitelja države svi korupcionaši počev od kralja pa nadalje".

- "Da je srpski teror u Crnoj Gori bio reakcija na otpor crnogorske državne ideje velikosrpskoj državnoj ideji, a ne na crnogorsku gerilsku borbu kao takvu, dokazuje činjenica da je u isto vrijeme i, mutatis mutandis, iz istoga razloga bio teror i u Hrvatskoj i Makedoniji. Isto kao u Crnoj Gori, i u Hrvatskoj su beogradski janjičari vršili teror, uz državne organe i pod njihovom zaštitom. U po bijela dana janjičari su usred Zagreba, na Zrinjevcu i Jelačićevu trgu, ubijali hrvatske rodoljube nekažnjivo kao vrapce. Kad je tako bilo u glavnom gradu, zar je potrebno reći, kakvih zločina su bila poprišta zabačena sela u Baniji, Lici i Dalmaciji. Beogradski janjičari su se u Crnoj Gori službeno zvali 'Organizovana omladina', a oni u Hrvatskoj 'Organizacija jugoslovenskih nacionalista', skraćeno 'Orjuna'. Bili su naoružani vojničkim revolverima, a u Crnoj Gori i puškama".

## Vanjske poveznice
- Dr. Sekula Drljević "Balkanski sukobi 1905. - 1941." (crn.)